# Luminita Zaituc
Luminita Zaituc (Bucarest, Rumania, 9 de octubre de 1968) es una atleta alemana de origen rumano retirada especializada en la prueba de maratón, en la que ha conseguido ser subcampeona europea en 2002.

## Carrera deportiva
En el Campeonato Europeo de Atletismo de 2002 ganó la medalla de plata en la maratón, recorriendo los 42,195 km en un tiempo de 2:26:58 segundos, llegando a meta tras la italiana Maria Guida y por delante de su compatriota alemana Sonja Oberem.